# 遠百信義A13
遠百信義A13是台灣台北市信義區的一間連鎖百貨公司分店，係由遠東集團旗下遠東百貨開出的第11家分店，同時也是首間第五代店型，於2019年12月25日開始試營運，並於2020年1月19日正式開幕。 建築總樓板面積約23,700坪，營業租賃面積約14,000餘坪，規劃為地上14層、地下3層，百貨主力核心店包括MUVIE CINEMAS頂級威秀影城、樂高台北專賣店（台灣第一家樂高授權專賣店）、Apple 信義A13以及其他精品店，由於引入大量娛樂、餐飲元素，並設置玻璃光廊裡的復古老街、戶外休憩空間，遠百信義A13更像購物中心化的百貨公司。2020年營業額約為新台幣38億元，2024年營收為新台幣55.7億元。

## 空間配置
遠百信義A13由台灣建築師姚仁喜進行規劃設計，在動線設計上，規劃只上不下的一到四樓、四到七樓和七到十樓三部直達扶梯，希望將人潮往上帶，再利用手扶梯一路逛下來；百貨的第四層樓，設計出一條彷彿時光倒流的11米挑高玻璃光廊（Tube），裡頭打造復古美食老街，呈現大稻埕氛圍，邀請知名小吃店、輕食咖啡進駐，呈現大稻埕在1950年代到1960年代之間的歷史街道以及建築風貌氛圍。 遠百信義A13鄰近台北捷運板南線市政府站以及淡水信義線台北101/世貿站。

## 照片集

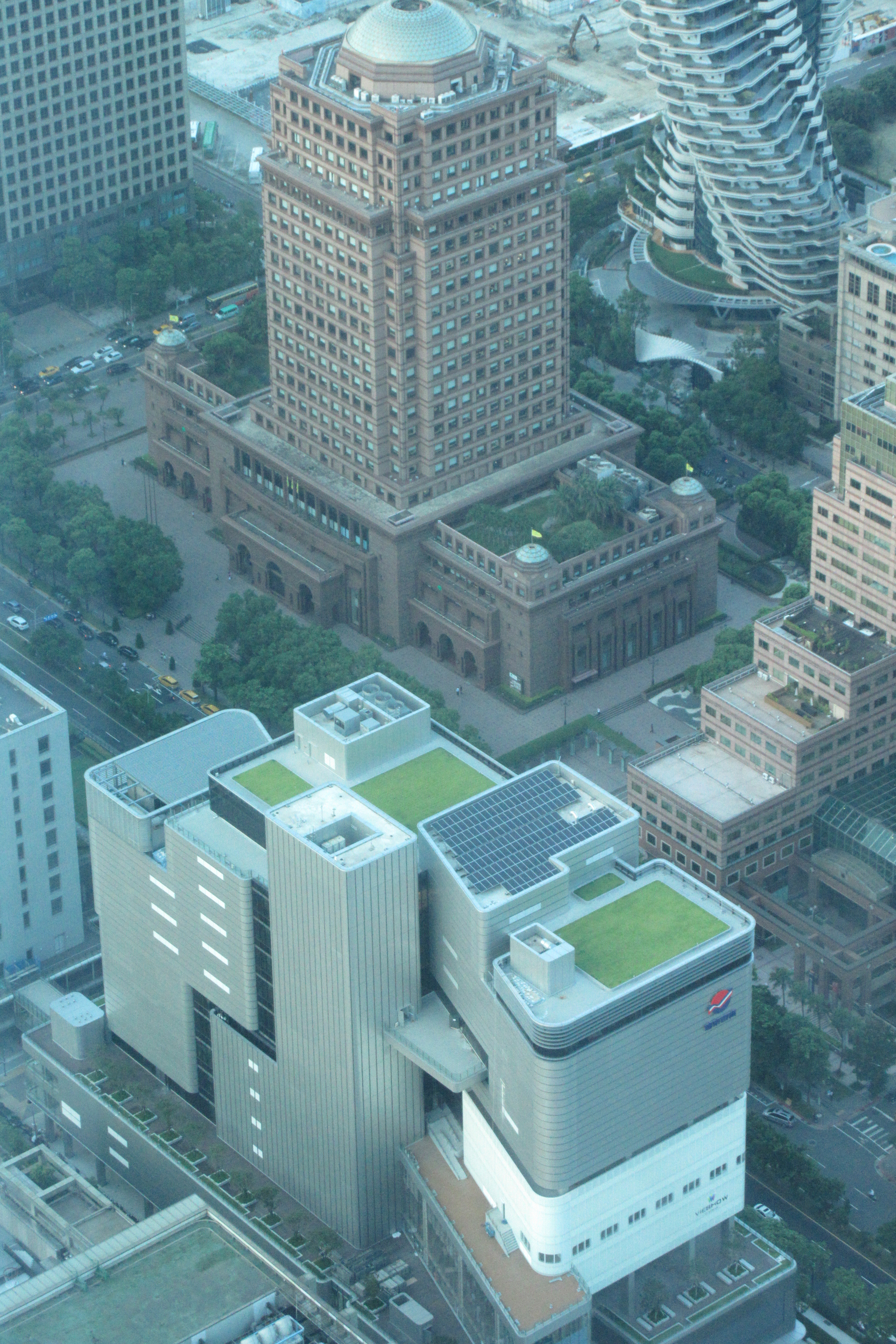
鳥瞰遠百信義A13
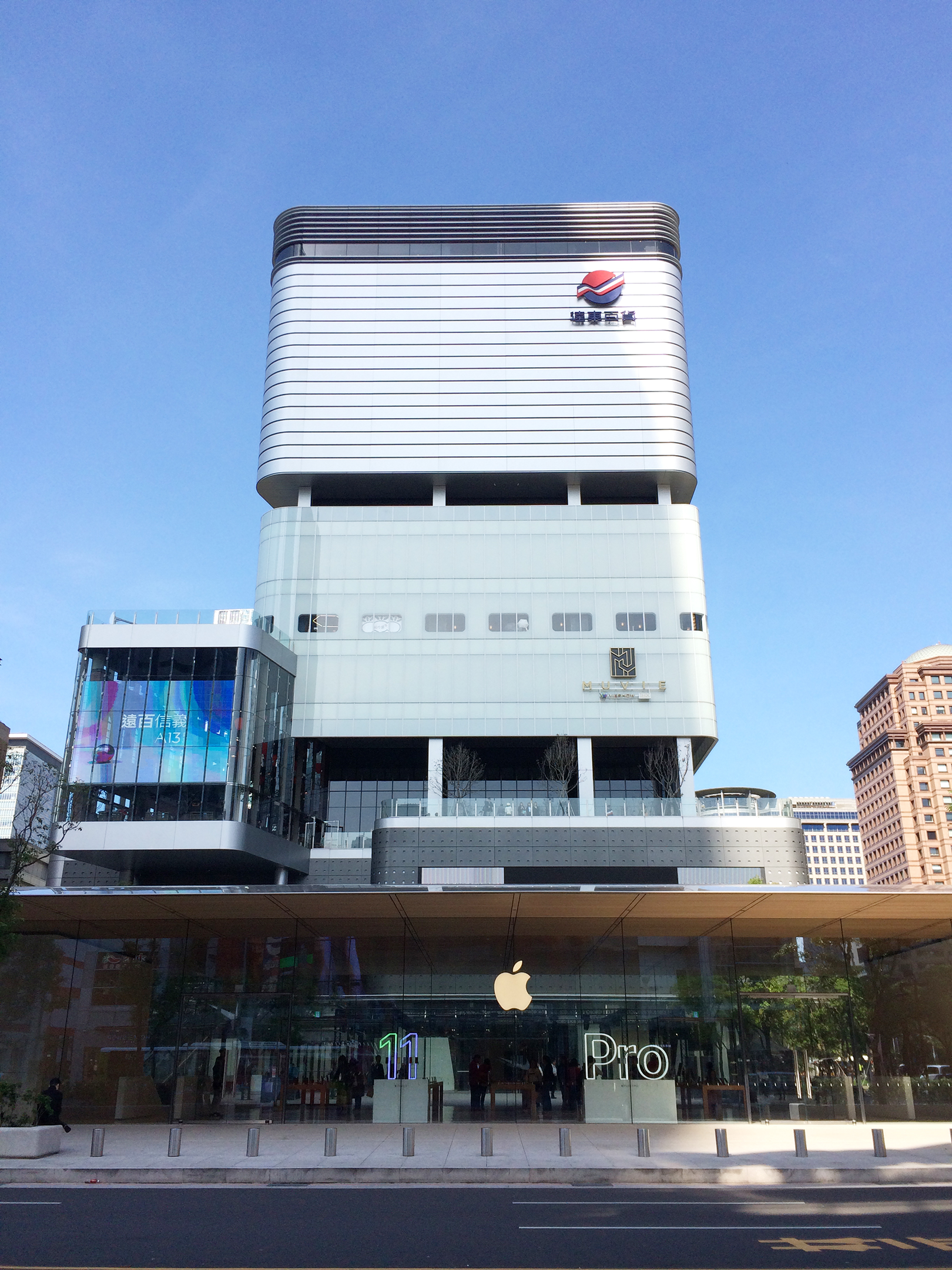
前面外觀
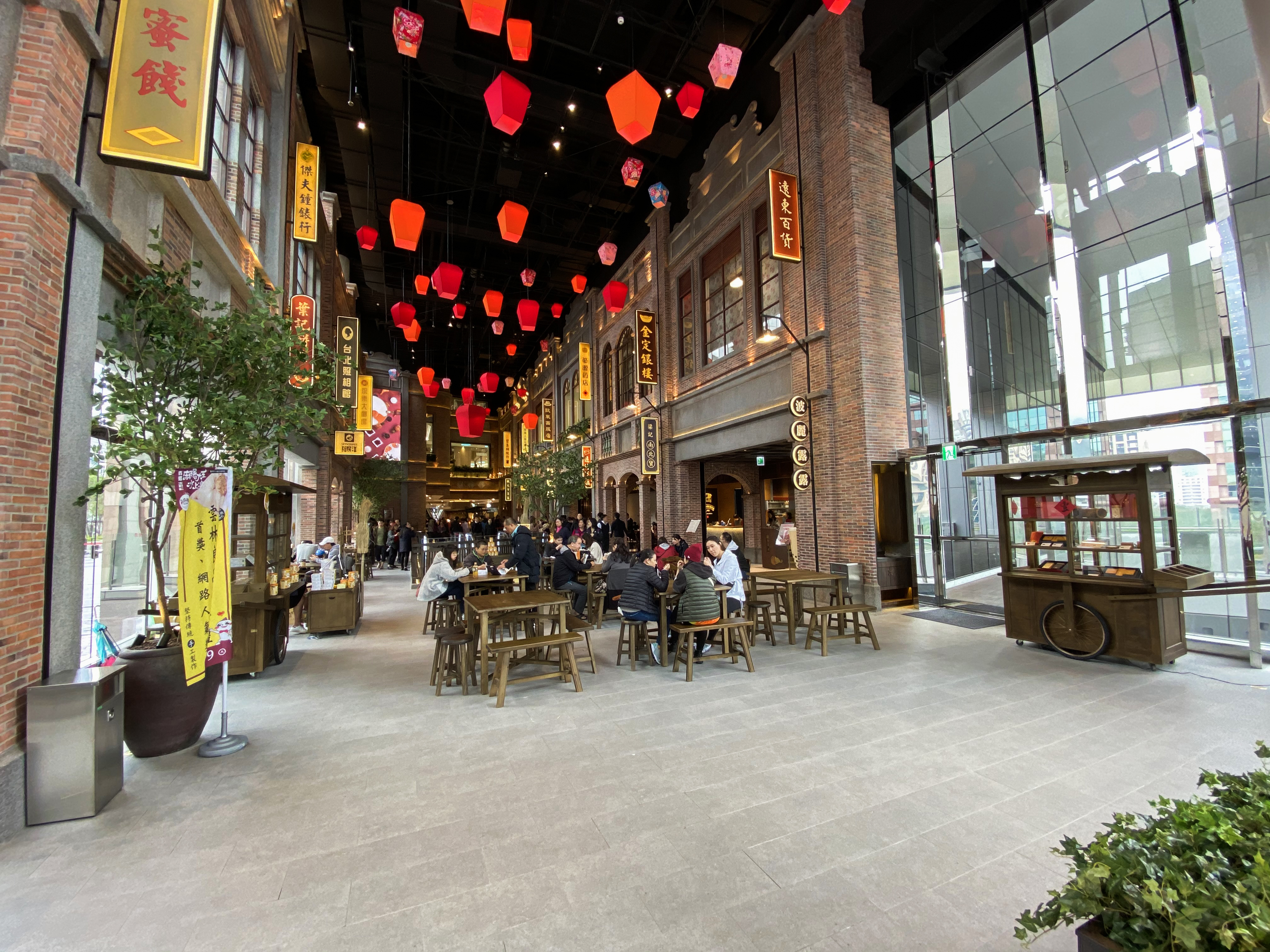
四樓中庭
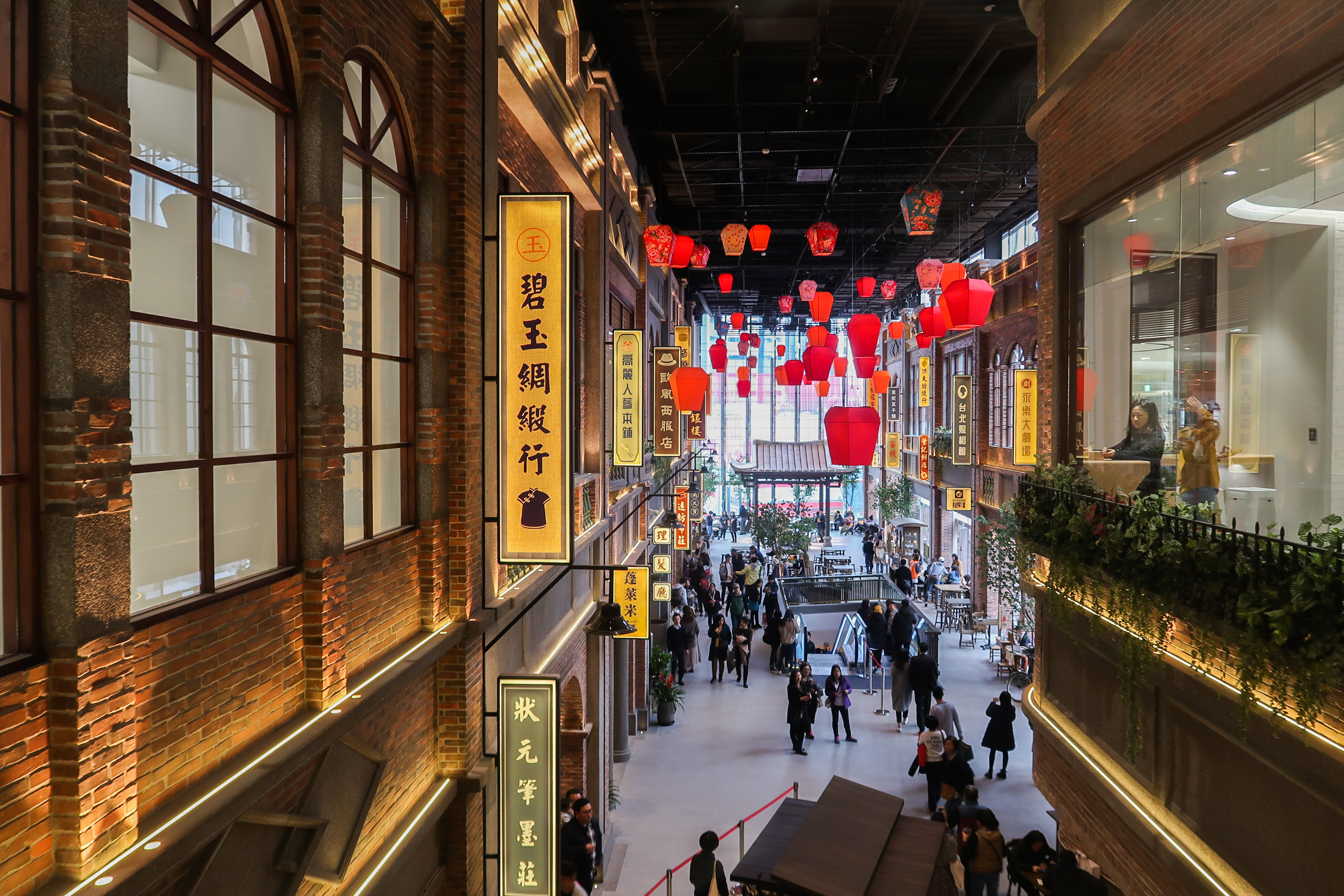
美食街
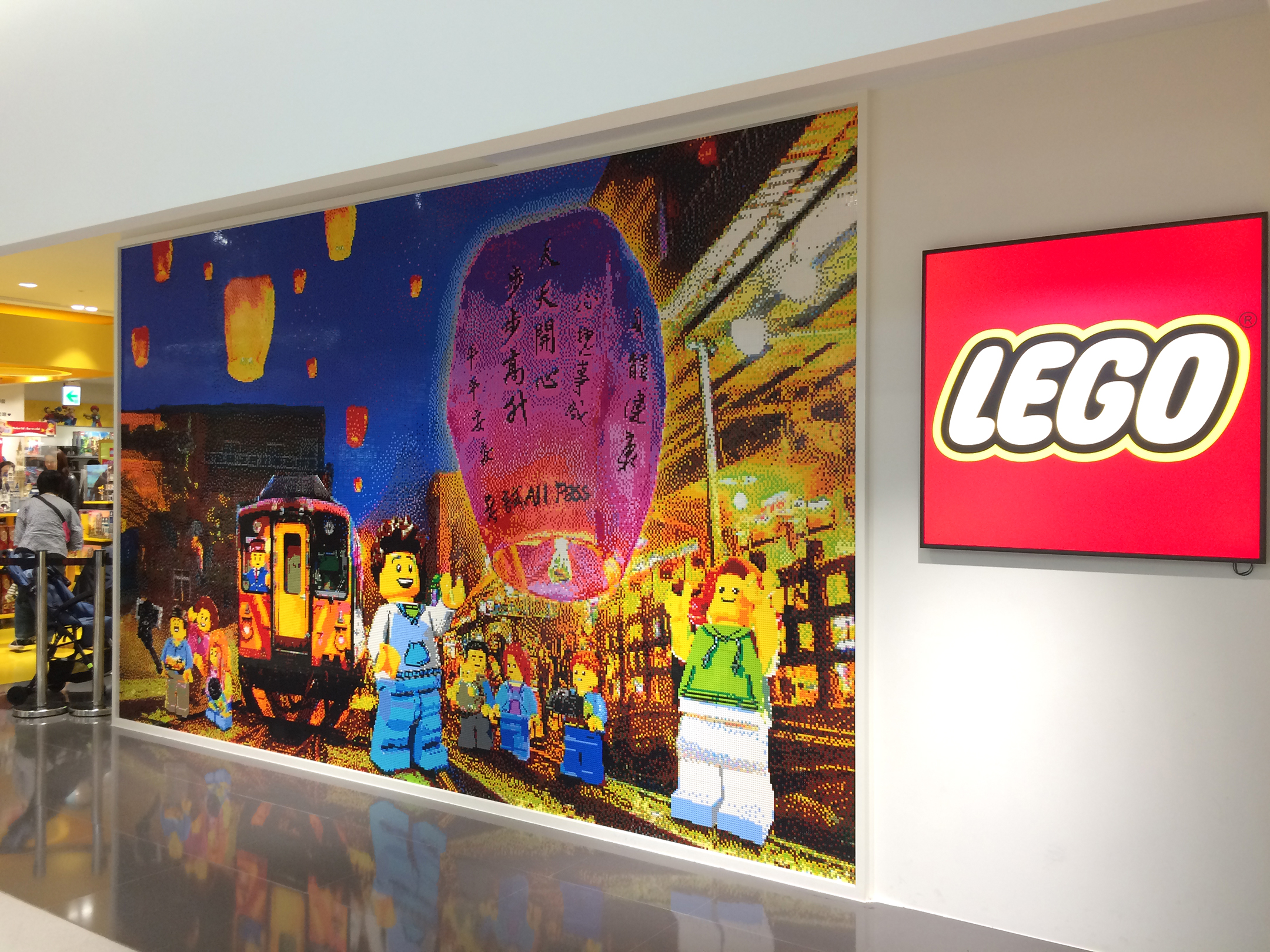
樂高專賣店
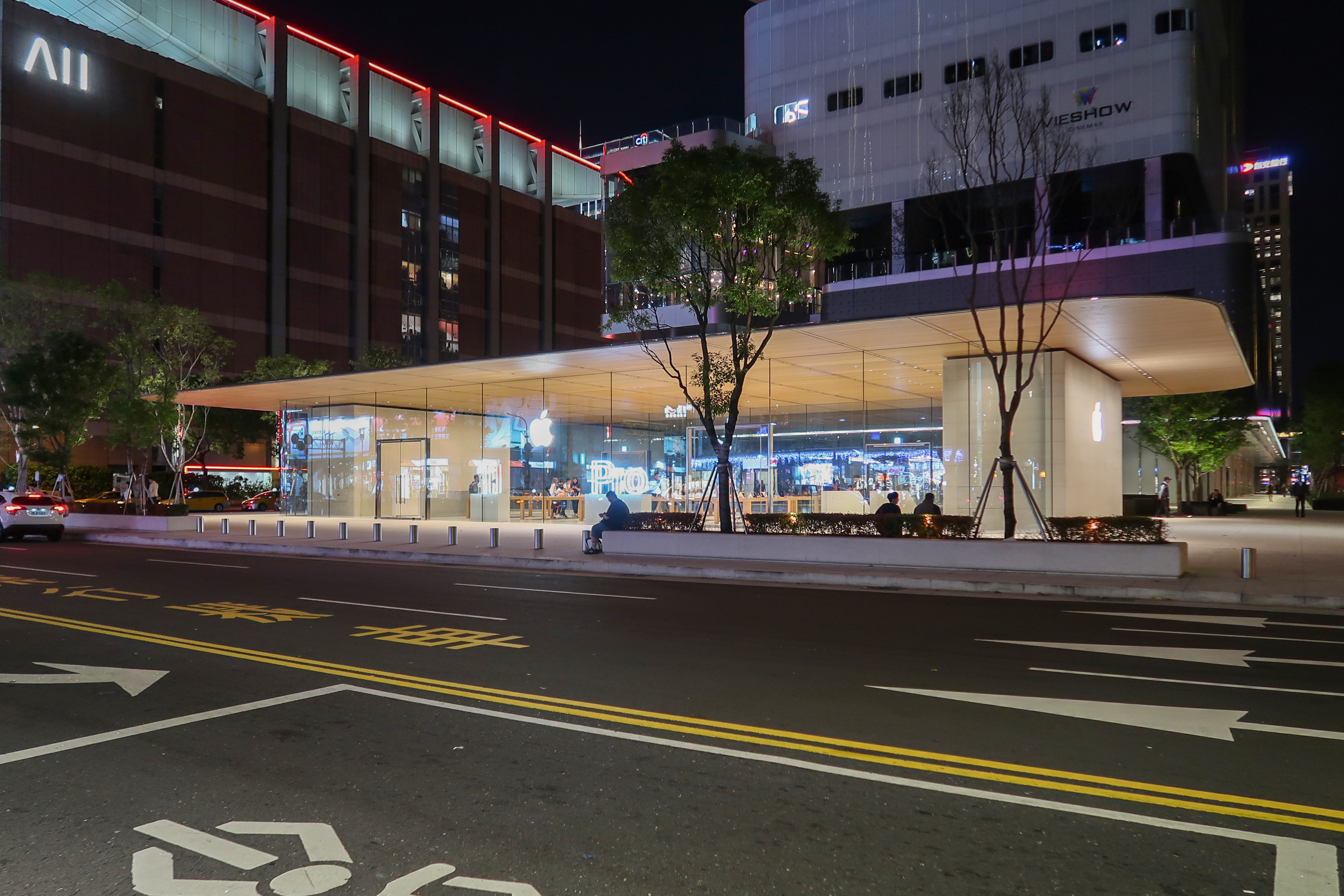
Apple Store

## 外部連結
- 官方网站